# 愛知県立豊田高等特別支援学校
愛知県立豊田高等特別支援学校（あいちけんりつ とよたこうとうとくべつしえんがっこう）は、愛知県豊田市竹町栄21番1号にある東海3県初の高等特別支援学校である。就職専門の特別支援学校である。

## 概要
1992年、愛知県立豊田高等養護学校として開校し、2014年に現校名に改称された。

## 学部
校名のとおり、高等部のみ。学科は産業科のみからなる。

## 校訓
勤勉・感謝・自立

## 校長
- 松倉泰雄